# 市镇 (捷克和斯洛伐克)
市镇是捷克和斯洛伐克的基层行政单位，为最低层次由选举产生的行政管理的行政区划单位。在源语言里该单词的字面意思为“公社”或“社区”。

## 定义

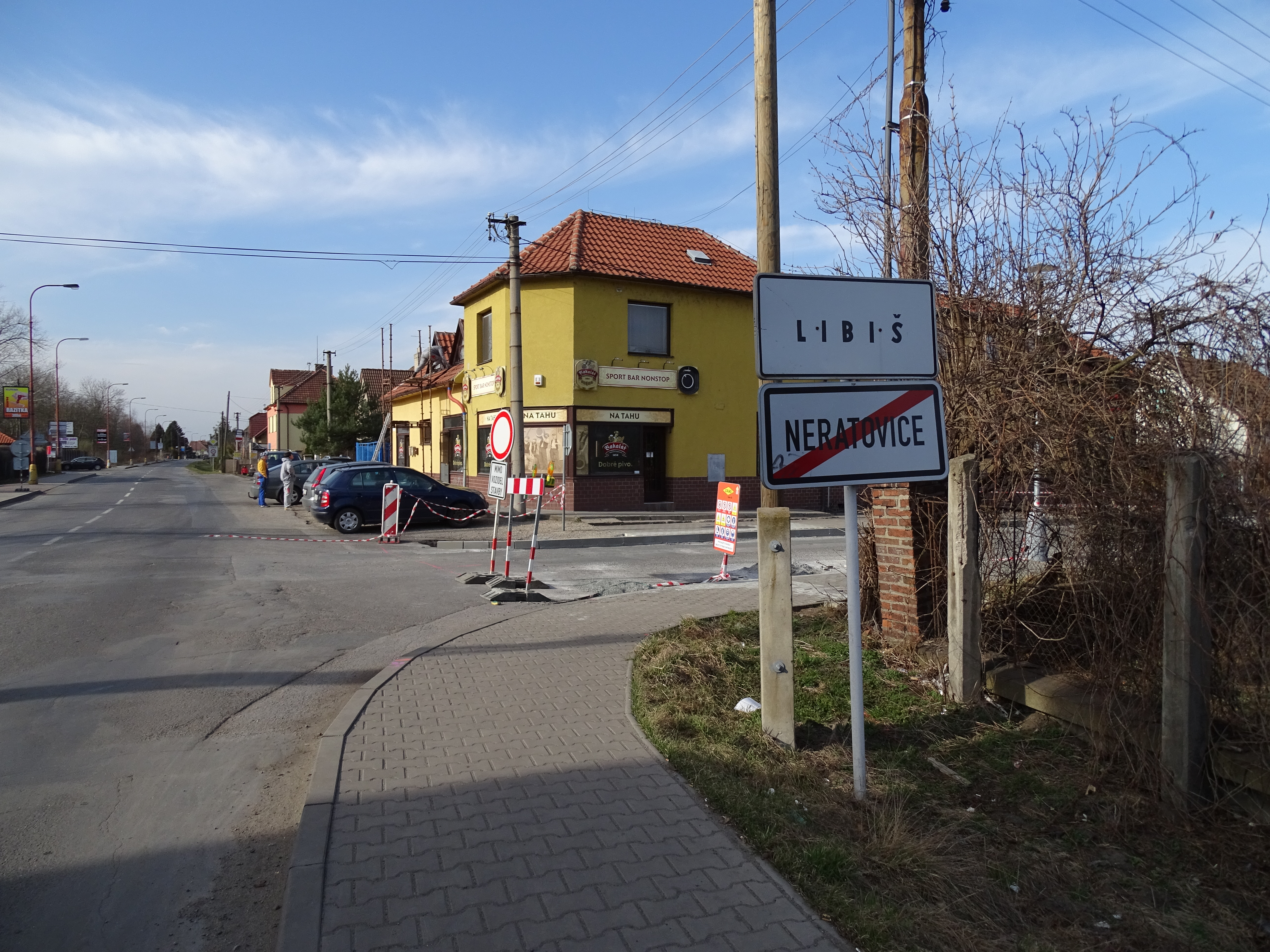
显示两个市镇边界的标牌

在捷克及斯洛伐克法律上市镇定义为“市镇是由公民自治管理的基层领土社区；它是一个有明确界限的领土单位”。
每个市镇由一个或多个地籍区域组成。每个市镇也包括一个或多个行政区域，通常称为市区、城区或村庄。一个市镇可以有自己的旗帜和盾徽。

## 捷克
除了军事训练区之外，捷克全境领土划分为市镇。最小的市镇只由一个村庄组成。市镇名字通常与人口最多的聚居地同名，市镇的行政管理也通常在人口最多的聚居地。然而有时也有例外，如由多个市镇合并后形成的新市镇。
一个市镇可能获得“城市”（statutární město）、“城镇”（město）或“集镇”（městys）的称号。虽然在法律上它们都是市镇，但它们通常指代为这些称号，而不是指代为市镇。没有这些称号的市镇就直接称为市镇。法定城市可以进一步划分为具有部分自治管理权的市辖区（městská část），这些市辖区有着自己的区政厅和区政府，跟市镇有点类似。城镇和集镇仅是基于人口众多、历史及区域重要性等原因授予某些市镇的荣誉称号。
一个具有特殊类型的市镇是首都布拉格，通过特别法的制定其同时具有市镇和州的地位。
法律规定在共产党统治时期被剥夺城镇称号的市镇自动保留为城镇地位。而其他市镇如果要获得城镇地位的话，其人口数量需要超过3,000人，并必须通过议会议长的评估。对于集镇的地位，人口数量则不是个条件。最近在2023年获得城镇地位的市镇是希涅。
一些市镇对其市镇本身及周边市镇的领土范围具有由中央政府授权的扩展权限。

### 统计
| 人口数量      | 总计  | 城市 | 城镇 | 集镇 | 其他市镇 |
| ------------- | ----- | ---- | ---- | ---- | -------- |
| 超过99,999    | 6     | 6    | –    | –    | –        |
| 50,000–99,999 | 13    | 13   | –    | –    | –        |
| 25,000–49,999 | 21    | 8    | 13   | –    | –        |
| 10,000–24,999 | 91    | –    | 91   | –    | –        |
| 5,000–9,999   | 148   | –    | 144  | –    | 4        |
| 2,500–4,999   | 280   | –    | 177  | 8    | 95       |
| 1,000–2,499   | 963   | –    | 127  | 114  | 722      |
| 500–999       | 1,382 | –    | 18   | 86   | 1,278    |
| 少于500       | 3,350 | –    | 13   | 24   | 3,313    |
| 共计          | 6,254 | 27   | 583  | 232  | 5,412    |

|      | 总计       | 城市               | 城镇              | 集镇               | 其他市镇           |
| ---- | ---------- | ------------------ | ----------------- | ------------------ | ------------------ |
| 平均 | 1,731      | 135,177            | 6,404             | 1,186              | 577                |
| 中值 | 452        | 63,856             | 4,154             | 1,025              | 380                |
| 最少 | 16         | 34,306 (特日內茨)  | 79 (普热布兹)     | 160 (莱温)         | 16 (维索卡)        |
| 最多 | 1,357,326  | 1,357,326 (布拉格) | 37,262 (捷克利帕) | 4,294 (内赫维兹迪) | 5,291 (比斯特日采) |
| 共计 | 10,827,529 | 3,694,895          | 3,733,466         | 274,007            | 3,125,161          |

面积最小的市镇为扎维斯特（0.42 km2）和斯特鲁科夫（0.53 km2）。面积最大的城市为布拉格（496.21 km2）、布爾諾（230.18 km2）。面积最大城镇为拉尔斯科（170.23 km2，包括一个仅有两千名居民的前军事区域）。

## 斯洛伐克
2020年时斯洛伐克共有2,890个市镇，其中141个为城市或城镇。
如果能满足一些条件，诸如人口数量超过五千人、交通方便、具有文化或经济重要性、有城镇化的居住区，市镇可以获得城镇（mesto）的称号。